# Шафран посевной
Шафра́н посевно́й (лат. Crócus satívus) — клубнелуковичное травянистое многолетнее растение, вид рода Шафран (Crocus) семейства Ирисовые, или Касатиковые (Iridaceae).
В диком виде не встречается и без участия человека размножаться не может. Согласно распространённой теории, шафран посевной был выведен на Крите жителями минойской цивилизации. Шафран возделывают ради красных рылец, которые используются как сырьё, обладающее сильным ароматным запахом и красящими свойствами.

## Ботаническое описание

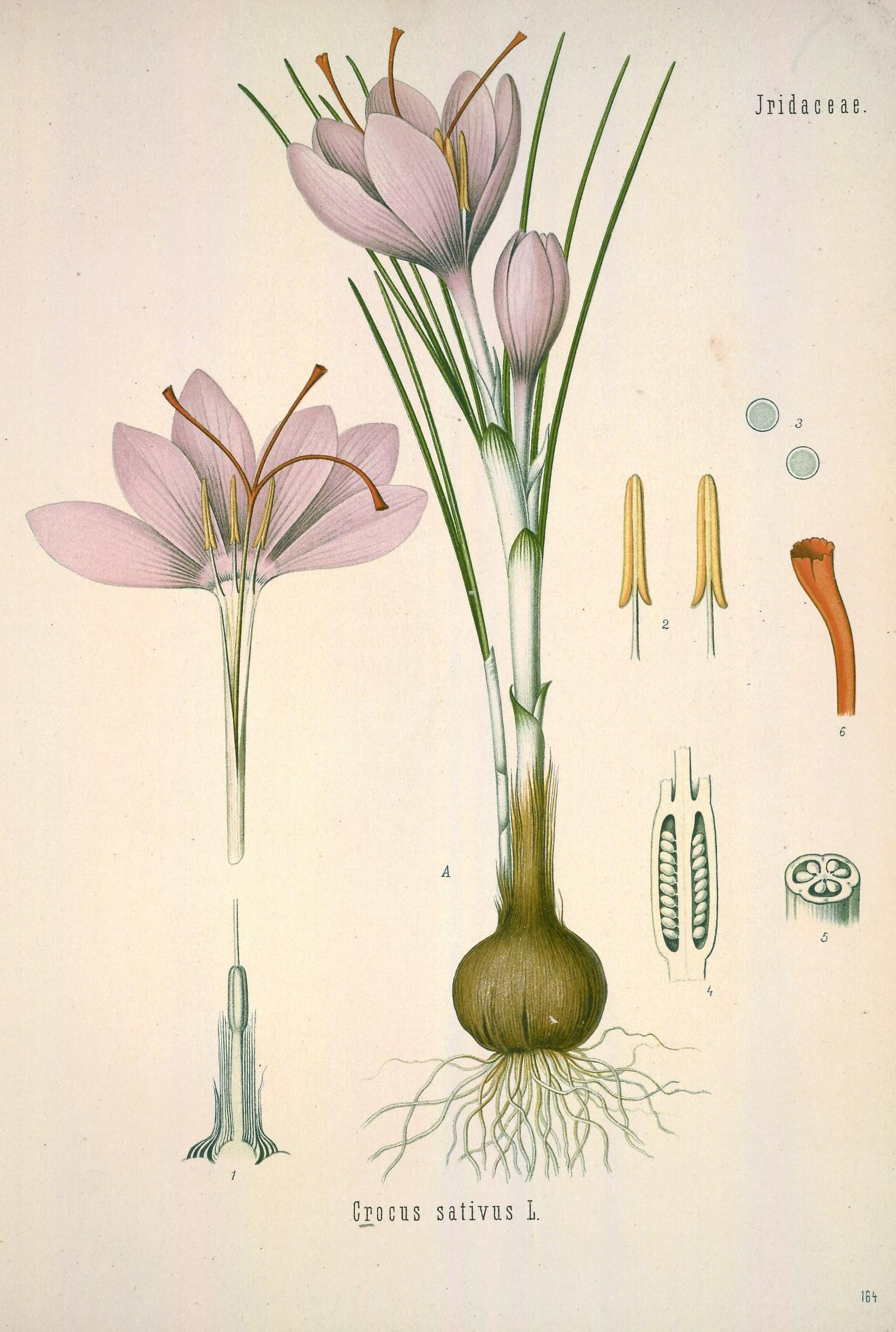

Шафран посевной — многолетнее клубнелуковичное травянистое растение, достигает в высоту 10—30 см.
Клубнелуковица — шарообразной формы, с отходящими мочковатыми корнями, достигает в диаметре 2,5 см.
Листья — прямостоячие, линейные, шириной в несколько миллиметров, плотные, по 6—15 в пучке.
Цветки — крупные, бледно-фиолетового, жёлтого или белого цвета, душистые. Околоцветник простой, сростнолепестковый, с шестью отгибами, с длиной цилиндрической трубкой, отгиб с более тёмными жилками. Тычинок три, завязь нижняя, с длинным нитевидным светло-жёлтым столбиком, разделяющимся на три рыльца. Рыльца длиной 3-3,5 см, свисающие между лопастями околоцветника, оранжево-красного цвета.
Плод - треугольной формы коробочки. Семена шафран не образует, размножается только клубнелуковицами-детками.

## Химический состав
В рыльцах имеется эфирное масло, содержание которого составляет 0,6—0,9 % на абсолютно сухую массу. Эфирное масло находится в связанном состоянии в виде гликозида пикрокроцина. В состав эфирного масла входят пинен и цинеол, а также 2,2,6-триметилциклогексадиен-4-6-альдегид.

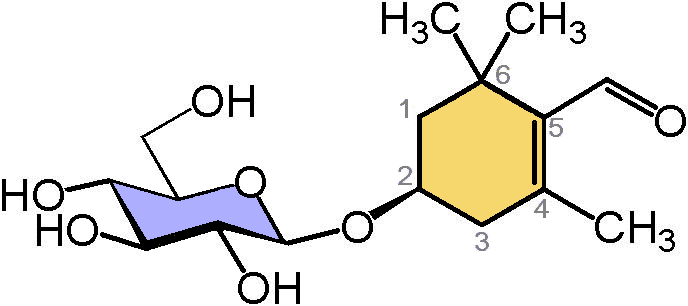
Пикрокроцин (терпеноидная часть выделена жёлтым, гликозидная — синим)

Кроме того, в рыльцах шафрана имеются гликозиды кроцетин и сафрональ, камедь, витамины тиамин и рибофлавин, жёлтое красящее вещество кроцин, а также флавоноиды (изорамнетин и кемпферол) и жирное масло (6,8 %), сахара, соли кальция, фосфора. В лепестках цветков имеется пигмент антоциан; в листьях — до 0,25 % аскорбиновой кислоты.

## Значение и применение

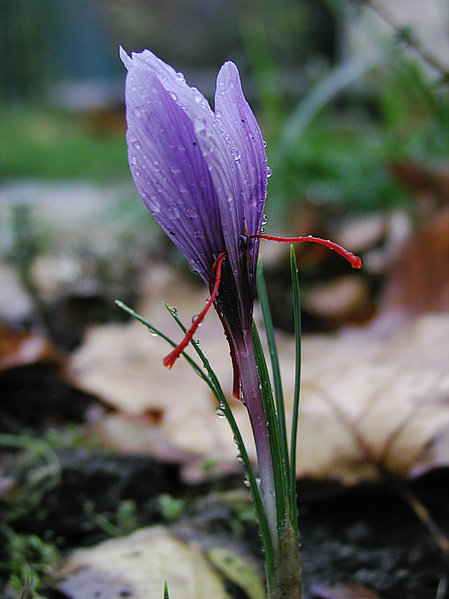
Рыльца шафрана имеют характерный тёмно-красный цвет

Шафран обладает сильным своеобразным ароматом и горьковатым пряным вкусом. Рыльца шафрана используются для окраски и ароматизации кондитерских изделий, в кулинарии, а также при производстве сыра, колбас и ликёров.
В качестве пряности шафран употребляется в очень небольшом количестве. На Ближнем Востоке, в Средней Азии и Южной Европе он занимает важное место в приготовлении блюд из риса (плов, бозбаш) и гороха (пити). Шафран добавляют как пряность в прозрачные супы при приготовлении ягнятины, баранины, супов из рыбы и цветной капусты, бульонов. В Швеции шафран используется для окраски изделий из теста. Шафран наряду с пряными свойствами проявляет ещё и консервирующее действие. Пища, приготовленная с шафраном, хорошо сохраняется в течение нескольких суток.

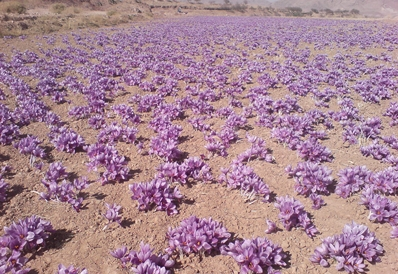
Поле цветущего шафрана

В медицине использовали рыльца шафрана (лат. Stigmāta Crōci), собранные в период цветения и высушенные. Во многих странах рыльца шафрана посевного применяют как антиспазматическое и стимулирующее средство. Шафран в прошлом использовали как пряность для повышения аппетита. Изредка рыльца применяют как болеутоляющее, мочегонное, при болезнях печени, сердца и для глазных примочек. В народной медицине Азербайджана шафран рекомендовали при коклюше, истерических спазмах, как средство, стимулирующее половую деятельность.

## Таксономия
Вид Шафран посевной входит в род Шафран (Crocus) подсемейства Crocoideae семейства Ирисовые (Iridaceae) порядка Спаржецветные (Asparagales).
Считается[кем?] гибридом крокуса Картрайта (Crocus cartwrightianus Herb.).
|  |                                      |  |                                                             |                                                             |                    |  | ещё 24 семейства (согласно Системе APG II) | ещё 24 семейства (согласно Системе APG II)   |                                              |  |  |  | ещё около 30 родов | ещё около 30 родов  |  |  |
|  |                                      |  |                                                             |                                                             |                    |  | ещё 24 семейства (согласно Системе APG II) | ещё 24 семейства (согласно Системе APG II)   |                                              |  |  |  | ещё около 30 родов | ещё около 30 родов  |  |  |
|  |                                      |  |                                                             | порядок Спаржецветные                                       |                    |  |                                            |                                              | подсемейство Котовниковые                    |  |  |  |                    | вид Шафран посевной |  |  |
|  |                                      |  |                                                             | порядок Спаржецветные                                       |                    |  |                                            |                                              | подсемейство Котовниковые                    |  |  |  |                    | вид Шафран посевной |  |  |
|  | отдел Цветковые, или Покрытосеменные |  |                                                             |                                                             | семейство Ирисовые |  |                                            |                                              | род Шафран                                   |  |  |  |                    |                     |  |  |
|  | отдел Цветковые, или Покрытосеменные |  |                                                             |                                                             |                    |  |                                            |                                              |                                              |  |  |  |                    |                     |  |  |
|  |                                      |  | ещё 44 порядка цветковых растений (согласно Системе APG II) | ещё 44 порядка цветковых растений (согласно Системе APG II) |                    |  |                                            | ещё 4 подсемейства (согласно Системе APG II) | ещё 4 подсемейства (согласно Системе APG II) |  |  |  | ещё около 80 видов |                     |  |  |
|  |                                      |  |                                                             | ещё 44 порядка цветковых растений (согласно Системе APG II) |                    |  |                                            |                                              | ещё 4 подсемейства (согласно Системе APG II) |  |  |  |                    |                     |  |  |

### Синонимы
По данным The Plant List на 2010 год, в синонимику вида входят:
- Crocus autumnalis Sm., nom. illeg.
- Crocus officinalis (L.) Honck.
- Crocus orsinii Parl.
- Crocus pendulus Stokes
- Crocus setifolius Stokes
- Geanthus autumnalis Raf.
- Safran officinarum Medik.